# Matrena Netcheporchoukova
Matrena Semïonovna Nazdrachev (russe : Матрёна Нечепорчукова; née Netcheporchoukova ; 3 avril 1924 – 22 mars 2017) était une médecin dans le 100e Régiment d'Infanterie de la Garde de la 35e division d'infanterie de l'Armée rouge pendant la Seconde Guerre mondiale. Le 15 mai 1946, elle reçoit l'Ordre de la Gloire de 1re Classe, faisant d'elle l'une des quatre femmes à recevoir cette médaille.

## Enfance
Netcheporchoukova est née dans le village de Volchiy Yar alors dans l'oblast de Stalino (aujourd'hui l'oblast de Donetsk), dans une famille de paysans ukrainiens. À la mort de ses parents, elle vit dans un pensionnat. Après son diplôme à l'école de soins infirmiers et d'obstétrique de Balakleïevskaïa en 1941, elle travaille comme infirmière à l'hôpital. Seulement, en 1943, à l'âge de 19 ans, elle est en mesure de rejoindre l'Armée rouge, deux ans après avoir vu sa demande être rejetée car elle était trop jeune,.

## Carrière militaire
Netcheporchoukova réussit à rejoindre le Parti Communiste, et intègre l'Armée rouge en tant que médecin peu de temps après. Elle est déployée dans son régiment au printemps et lors de son premier jour de bataille, elle fournit les premiers soins à une quinzaine de blessés. Après l'offensive soviétique à Kiev, elle traverse la Dniepr en octobre avec une compagnie médicale sous les feux de l'ennemi. Là, elle transporte les blessés sur des radeaux malgré la forte présence des tirs de mortier, de l'artillerie et des bombardements ennemis. Pendant près d'une semaine, elle continue à le faire, dormant peu et reçoit la Médaille du Courage pour ça,,.
Lorsque les forces soviétiques traversent la Vistule en Pologne, le 1er août 1944, Netcheporchoukova est la première personne de sa société médicale à entrer dans la rivière et à se diriger vers la tête de pont opposée, où de violents combats ont déjà lieu. Après la traversée, elle fournit une aide d'urgence à près de soixante soldats, vingt-six d'entre eux qu'elle fait évacuer personnellement du champ de bataille vers un endroit plus sûr. Pour ce fait d'armes elle reçoit l'Ordre de la Gloire de 3e Classe plus tard dans le mois.
Au cours de l'offensive Vistule-Oder en janvier 1945, Netcheporchoukova reste à l'arrière à Radom avec plusieurs autres médecins pour s'occuper d'une trentaine de soldats blessés en attente d'ambulances pour les évacuer. Le 18 janvier, un groupe de soldats de la Wehrmacht qui a passé les lignes soviétiques effectue une descente au refuge où sont logés les blessés, mais les médecins et elle réussissent à repousser l'attaque. Le lendemain, les ambulances arrivent et elle peut rejoindre son régiment. Dans un incident séparé, elle dispense les premiers soins à cinquante-et-un soldats blessés sur les rives de l'Oder, vingt-sept d'entre eux étant gravement blessés. Pour ses actions à Radom et sur l'Oder, elle reçoit l'Ordre de la Gloire de 2e classe,.
Au cours de la bataille de Berlin ainsi que lors des passages de la Spree et de l'Oder, Netcheporchoukova porte soixante-dix-huit soldats blessés hors du champ de bataille sous le feu ennemi, refusant même d'aller à l'hôpital après avoir reçu un éclat d'obus dans la jambe. À Berlin, elle tue plusieurs soldats allemands après qu'ils se sont approchés de soldats soviétiques blessés qu'elle était en train de soigner. Pour ses actions dans ces offensives, elle obtient l'Ordre de la Gloire de 1re classe, faisant d'elle une des quatre femmes ayant reçu les 3 classes de cet Ordre,.

## Après-guerre
Après la fin de la guerre, Netcheporchoukova épouse Viktor Stepanovitch Nazdrachev, qui a également combattu pendant la guerre. De 1945 à 1950, elle et son mari vivent en République démocratique allemande avant de déménager pour le village de Dmitrievskoe près de Stavropol où ils vivent de 1950 à 1965, après quoi ils déménagent à Krasnogvardeyskoye où ils vivent jusqu'en 1977. En 1973, elle reçoit la médaille Florence Nightingale par la Croix-Rouge pour son dévouement au salut des blessés pendant la guerre. En 1977, elle emménage à  Stavropol, où elle vit le reste de sa vie. En 2016, pour son 91e anniversaire, elle reçoit un appel téléphonique du président russe Vladimir Poutine pour la remercier de son courage pendant la guerre,,.

## Distinctions
- Ordre de la Gloire (les trois classes)[1]
- Ordre de la Guerre Patriotique de 1re Classe[2]
- Médaille du Courage[2]
- Médaille Florence Nightingale[7]
- médailles de campagne et de jubilés[8]
- Citoyenne d'honneur de la ville de Stavropol[9]